# Lygephila lubrica
Lygephila lubrica — вид метеликів з родини еребід (Erebidae).

## Поширення
Вид поширений у степовій зоні на сході України, півдні Росії, півночі Казахстану і Монголії.

## Опис
Розмах крил 37-50 мм. Передні крила зазвичай коричнево-сірі, але іноді темно-коричневі. Суббазальна лінія нечітка, а антемедіальна лінія дугоподібна, складається з двох подовжених ділянок. Медіальна фасція дифузна з двома реберними ділянками. Ниркоподібне рильце трикутне, темно-коричневе, з плямами-супутниками на зовнішньому краї. Кругоподібне рильце має форму маленької білої крапки, постмедіальна лінія чітка. Субтермінальна лінія має світлу фасцію, а кінцева лінія має форму чорної звивистої смуги. Задні крила варіюються від коричневого до сірувато-коричневого, з чіткою поперечною лінією, а також вузькою дисковою плямою.